# GAU-8 Avenger
Дженерал Електрік GAU-8/A Авенджер (англ. General Electric GAU-8/A Avenger, [ə’vendʒər] — Месник) — 30-міліметрова семиствольна авіаційна гармата системи Гатлінга з блоком стволів які обертаються, яка встановлюється на американських штурмовиках A-10 Thunderbolt II. GAU-8 — одна з найпотужніших авіаційних гармат цього калібру.

## Історія

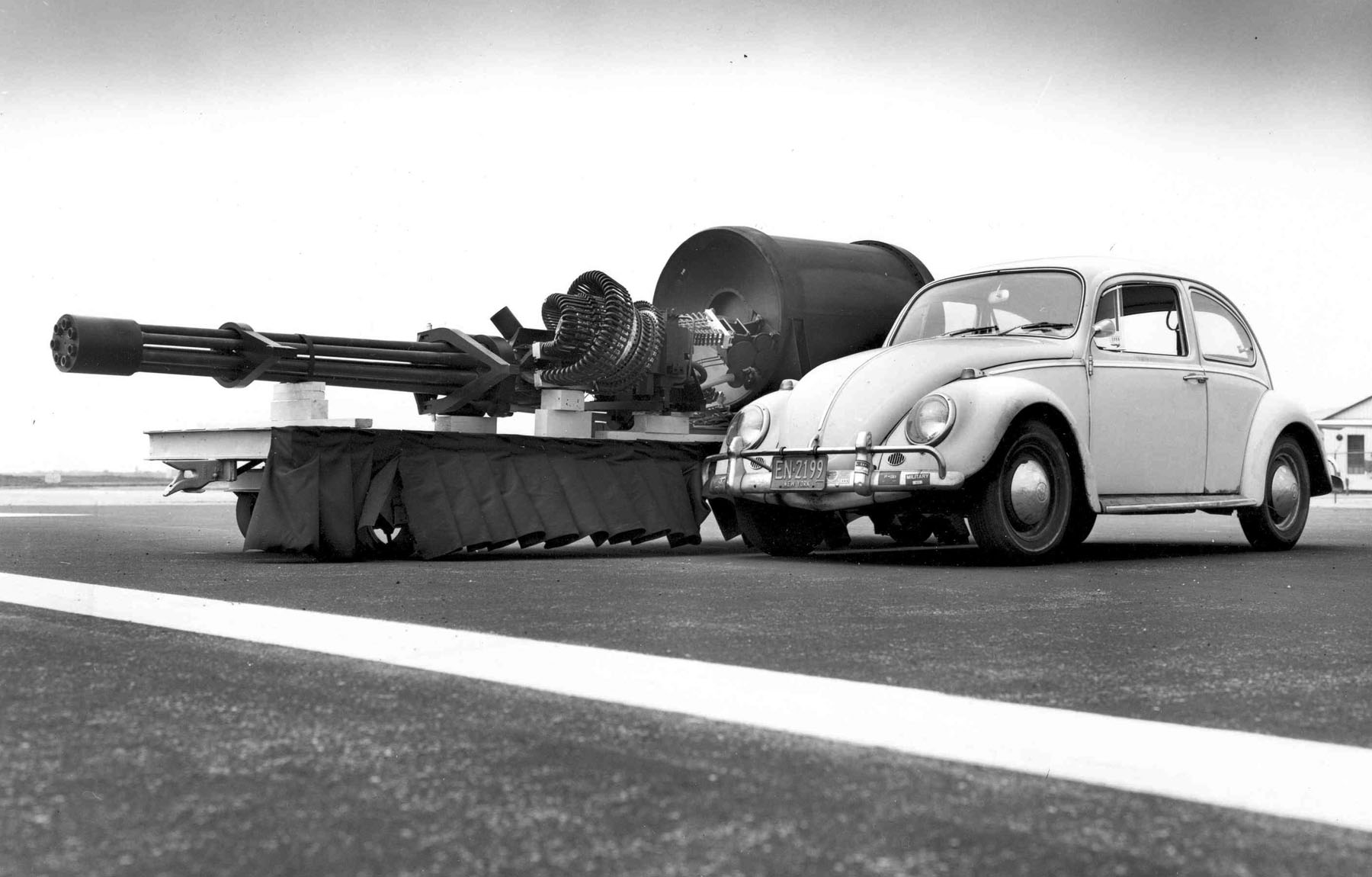
GAU-8/A поряд з Фольксваген Жук

GAU-8 розвивалася паралельно з проектом дослідного літака-штурмовика A-X, в результаті якого з'явився штурмовик A-10. Технічні вимоги на гармату були визначені в 1970 році, коли фірми General Electric і Philco-Ford запропонували свої варіанти гармати на конкурс. За програмою A-X теж був конкурс і було побудовано 2 конкуруючі моделі: А-10 і Northrop YA-9. Обидва літаки могли нести гармату GAU-8, однак на випробуваннях замість неї використовували 20-мм шестиствольну гармату M61 Vulcan. Переможцем конкурсу став A-10, гармата GAU-8 і її системи зайняли половину фюзеляжу А-10. Гармата встановлена в центрі фюзеляжу, носову стійку шасі довелося встановити не по осьовій лінії, а трохи збоку.
Штурмовик А-10 з гарматою GAU-8/A було прийнято на озброєння ВПС США в 1977 році. Гармати випускалися на заводах General Electric, на даний час виробництво припинено. Зараз їх обслуговуванням займається фірма Martin Marietta.
На сьогоднішній день GAU-8 стоїть на озброєнні армій США, Великої Британії, Ізраїлю.

## Конструкція

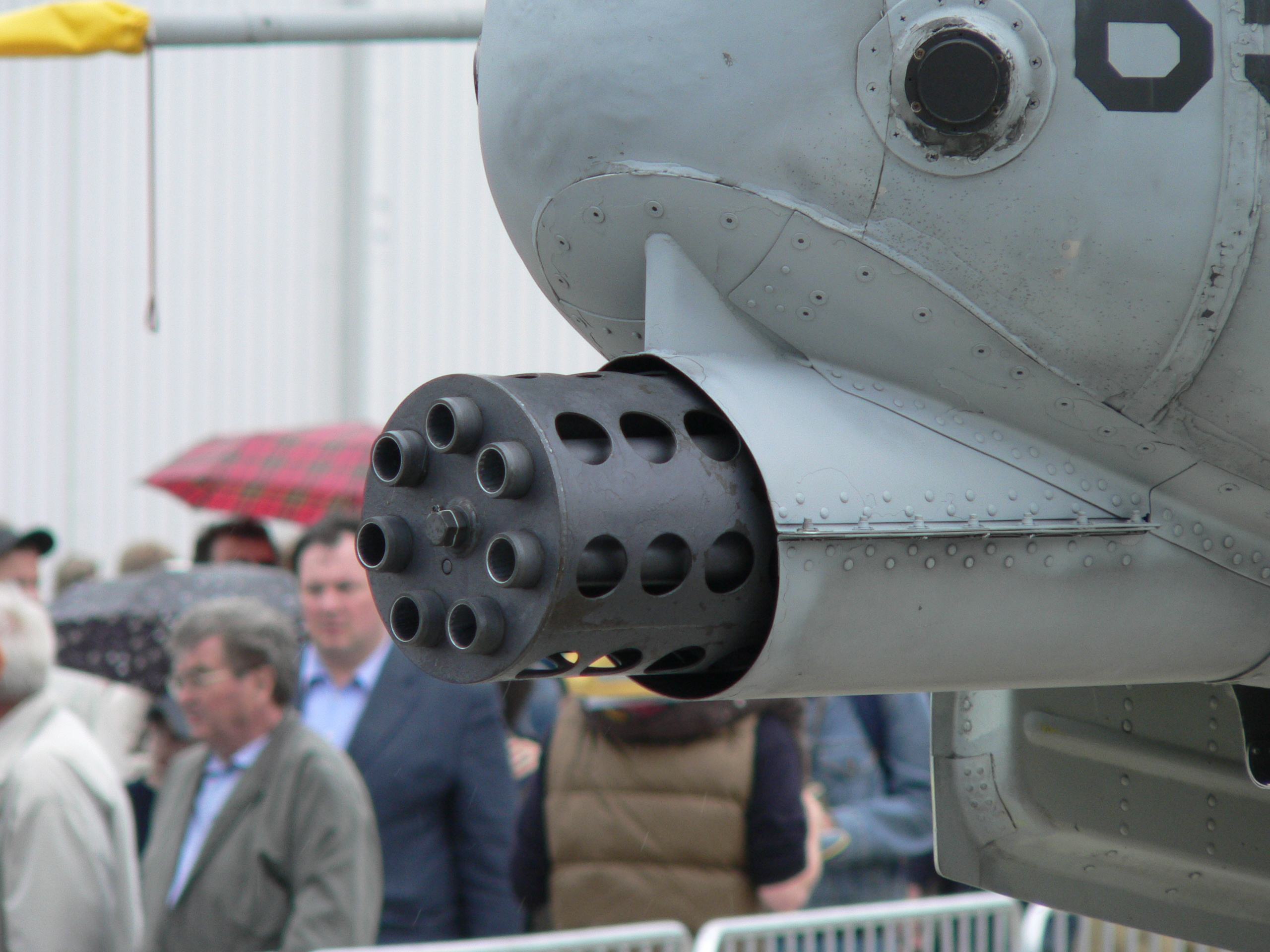
GAU 8/A на літаку A-10

Вага GAU-8 становить 281 кг, вага всієї гарматної установки — 1830 кг (включаючи систему подачі патронів і барабан з повним боєкомплектом). Діаметр ящика для набоїв 86 см, довжина 182 см. Боєкомплект налічує 1350 патронів. Дулова швидкість снаряда становить 1,010 м/с
Боєкомплект гармати складається з чотирьох набоїв з бронебійним підкалиберним снарядом PGU-14/B, вага снаряду 425 г, і одного патрона з ОФЗ снарядом PGU-13/B вагою 360 г. Снаряд PGU-14/B має сердечник зі збідненого урану. Гармата призначена для боротьби з танками та іншими броньованими цілями. Існує думка, що снаряди зі збідненого урану шкідливі для здоров'я людей, що опинилися в зоні бойових дій і наземного персоналу авіабаз, де базуються A-10.
Гільза патрона GAU-8/A алюмінієва замість сталевої, за рахунок чого боєкомплект гармати збільшений на 30 відсотків при заданій масі. Снаряди мають пластмасові провідні пояски для подовження служби ствола. Спочатку швидкострільність можна було перемикати між 2100 пострілів/хв і 4200 пострілів/хв, пізніше максимальне значення скорострільності 4200 пострілів/хв обмежили значенням 3900 пострілів/хв. На практиці тривалість вогню гармати обмежена одно- або двосекундним залпом, щоб уникнути перегріву стволів і перевитрати патронів, і для збільшення терміну служби стволів, перерва для охолодження становить близько хвилини. Термін служби блоку стволів становить 21 тис. пострілів. Цикл стрільби починається з розкрутки блоку стволів від двох гідравлічних приводів, які живляться від гідросистеми літака.
Система подачі патронів GAU-8/A безланкова для зменшення ваги. Стріляні гільзи не викидаються назовні, а збираються назад в барабан, щоб не пошкодити обшивку літака під час стрільби. Система подачі аналогічна системі гармати M61 Vulcan, але має більш сучасну конструкцію для економії ваги.

## Варіанти
Багато технологій, які вперше були застосовані в гарматі GAU-8/A пізніше були використані в 25-мм гарматі GAU-12/U Equalizer літака вертикального зльоту Harrier II, яка була однакова за розмірами з M61, але мала велику убивчу здатність. З використанням технологій GAU-8/A General Electric розробила чотириствольну гармату GAU-13 для підвісного контейнера GPU-5/A. На базі GAU-8 так само була створена автоматична гармата Goalkeeper для ППО кораблів.

## Точність стрільби
Точність стрільби з гармати GAU-8/A характеризується наступними параметрами: 5 міллірадіан (мрад.), 80 відсотків; це означає, що при стрільбі на дальність 1220 м, 80 відсотків усіх снарядів потрапляють в коло радіусом 6,1 м. Для порівняння, точність стрільби з авіагармати М61 становить 8 мрад.

## Відбій
Існує міська легенда, що відбій GAU-8 настільки великий, що тяги двигунів A-10 не вистачить, щоб продовжити політ при довгій черзі з гармати, літак зупиниться в повітрі, зірветься в штопор або навіть полетить назад[джерело?].
Сила відбою GAU-8, {\displaystyle F}, може бути розрахована за законами фізики: {\displaystyle mv=Ft}, де {\displaystyle m} є маса снаряда, {\displaystyle v} — дульна швидкість, {\displaystyle t} — час.
Сила відбою GAU-8 дорівнює:
| {\displaystyle F={\frac {mv}{t}}\times r\times t} |

або після перетворення:
| {\displaystyle F=mvr}, |

де
{\displaystyle m} — вага снаряду (0,425 кг)

{\displaystyle v} — дульна швидкість (1010 м/с)

{\displaystyle r} — швидкострільність (70 пострілів за секунду)
При швидкострільності гармати 4200 пострілів за хвилину, 70 425-грамових снарядів вилітають зі стволів гармати кожну секунду зі швидкістю 1010 м/с. Звідси випливає, що сила віддачі гармати дорівнює приблизно 30 кН. Стверджується, що сила відбою GAU-8 дорівнює приблизно 45 кН, різниця обумовлена додатковою силою від стікаючих зі стволів порохових газів. Сумарна максимальна сила тяги двох двигунів A-10 дорівнює 80 кН, сила відбою гармати трохи більше половини сили тяги і недостатня для того, щоб зупинити літак.
Однак настільки потужний відбій еквівалентний відключенню одного з двигунів і призводить до швидкого гальмування літака, особливо при польоті на великих швидкостях. Крім того, відбій виникає дещо пізніше команди пілота (час, необхідний на розкрутку блоку стволів) і наростає практично миттєво до максимальних значень, що викликає вкрай неприємні відчуття у пілотів.
Аналогічні відчуття описують пілоти інших типів легких літаків з встановленими швидкострільними авіагарматами (зокрема, F-16 і МіГ-23).

## Аналоги

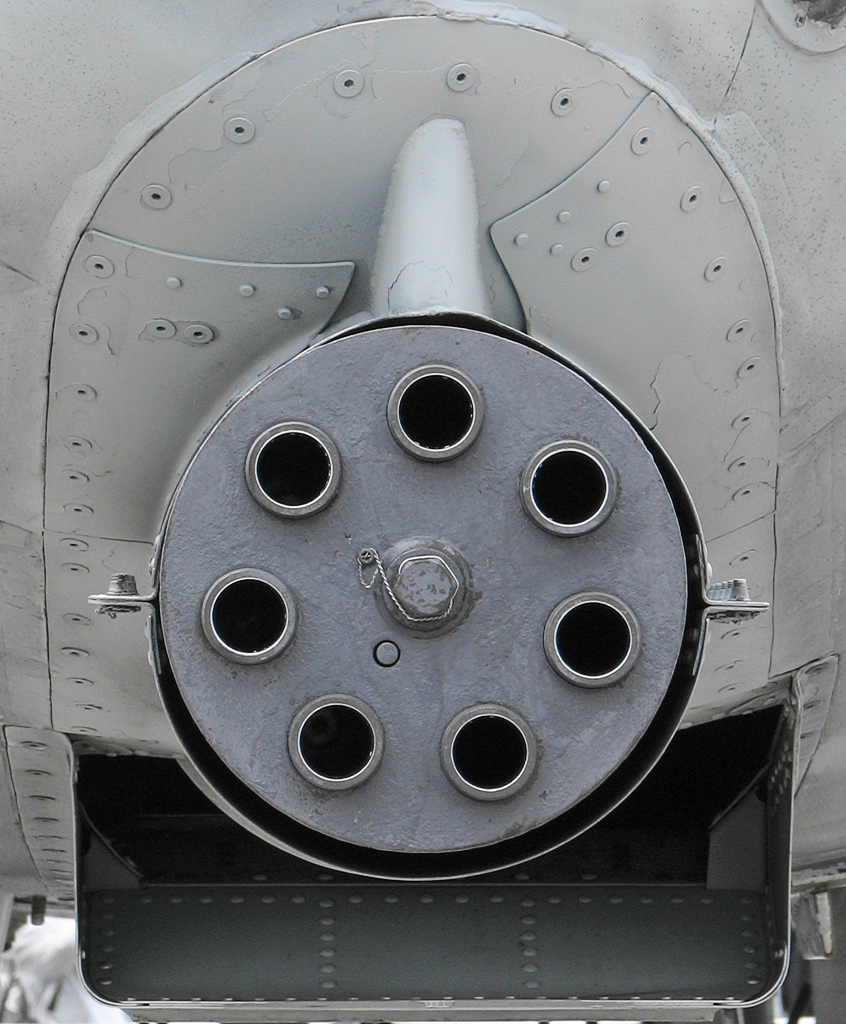
Вид спереду блоку стволів

За деякими даними, GAU-8 поступається радянській/російській ГШ-6-30 (9-А-621) у швидкострільності, але перевищує її у початковій швидкості снаряду.

## Характеристики
- Тип зброї: семиствольна автоматична гармата
- Калібр: 30 мм
- Снаряд: 30×173 мм
- Принцип дії: система Гатлінга блоком стволів який обертається і зовнішнім приводом на автоматику
- Кількість стволів: 7
- Довжина гарматної системи (разом з ящиком для набоїв): 6400 мм
- Довжина гармати: 2900 мм
- Довжина стволів: 2229 мм
- Нарізи стволів: 14
- Вага системи (повна): 1830 кг
- Вага гармати: 281 кг
- Вага боєкомплекту: 937 кг
- Темп стрільби: 1800—3900 постр./хв
- Живлення набоїв: безланкове
- Початкова швидкість: БЗ (бронебійно-запалювальний снаряд) 980 м/с, ОФЗ (осколково-фугасний-запалювальний снаряд) 1070 м/с
- Ефективна дальність стрільби: 1250 метрів
- Точність: 80 % снарядів на дальності 1219 м потрапляють у коло 6,1 м
- Набої:
  - PGU-14/B з бронебійним-запалювальним снарядом
  - PGU-13/B з ОФЗ снарядом
  - PGU-15/B с практичним снарядом для тренувань
- Бронепробиття БЗ PGU-14/B :
  - 69 мм на дальності 500 м
  - 38 мм на дальності 1000 м